# Règle de proximité
Pour les articles homonymes, voir Règle de proximité (homonymie).
La règle de proximité (ou accord de voisinage) est un accord grammatical qui consiste à accorder le genre et éventuellement le nombre de l’adjectif avec le plus proche des noms qu’il qualifie, et le verbe avec le plus proche des chefs des groupes coordonnés formant son sujet. Elle se rencontre en grec ancien et en latin, de même qu’en ancien français, et dans les autres langues romanes. En français, elle a été peu à peu reléguée au statut d’exception, tandis que le masculin s’impose dans l’accord du genre ; elle fournit aujourd’hui la matière de propositions de réforme de l’accord de l’adjectif pour ceux qui y voient un outil de promotion de l’égalité entre femmes et hommes.

## En grec ancien et en latin
L’accord de voisinage est similaire en grec ancien et en latin. On notera au passage qu’en plus de l’accord de proximité, le grec ancien se caractérise également par le maintien d’un accord de l’indo-européen commun, dit « Ta zoa trekhei » (Τὰ ζῷα τρέχει / Tà zōa trékhei : « les animaux court ») : les sujets de genre neutre, au pluriel, induisent un verbe au singulier.
L’adjectif épithète, s’il détermine plusieurs noms, s’accorde en genre et en nombre avec le plus proche. L’accord de l’adjectif attribut, si les sujets sont des noms de personnes de genres féminin et masculin, se fait au masculin pluriel ; toutefois il peut aussi se faire au féminin ou au singulier si telles sont les caractéristiques du sujet le plus proche, le verbe d’état, dans ce cas, s’accordant lui aussi avec le sujet le plus proche. De façon générale, le verbe peut s’accorder, s’il a plusieurs sujets, soit avec l’ensemble des sujets, soit avec le sujet le plus proche,,.
Il existe une différence de traitement, en ce qui concerne les accords, entre les noms de choses et les noms de personnes. Ainsi, lorsqu’un accord est fait au pluriel concernant des noms de choses à la fois masculins et féminins, il se fait au neutre pluriel. Pour des noms de personnes à la fois féminins et masculins employés au pluriel, l’usage courant est d’employer le masculin pluriel. Cette pratique influence les cas où l’accord de proximité peut être employé. Il est donc beaucoup plus fréquent d’utiliser l’accord de proximité avec les noms de choses qu’avec les noms de personnes.
La linguiste Marie-Louise Moreau résume ainsi les travaux de plusieurs latinistes, dont notamment Marcel Bizos et Alfred Ernout, sur les accords de l’adjectif possibles en latin :
|                   | Adjectifs épithètes        | Adjectifs attributs                                 |
| Noms de personnes | Accord avec le plus proche | Accord au masculin pluriel                          |
| Noms de choses    | Accord avec le plus proche | Accord au neutre pluriel Accord avec le plus proche |

Marie-Louise Moreau précise toutefois que « on a affaire moins à des règles absolues qu’à des tendances ». Et elle note que le latin pratique également un accord selon le sens.
Exemple d’un accord de l’adjectif épithète :
« Senatus populusque romanus. »
« Le Sénat et le peuple romain. »
En ce qui concerne l’accord des verbes, dans l’exemple suivant, captus est s’accorde avec le sujet le plus proche, unus, au masculin et au singulier, sans qu’il soit tenu compte du premier sujet, filia :
« Orgetorigis filia atque unus e filiis captus est. »
— Jules César, Commentaires sur la Guerre des Gaules, I, 26.

« La fille d’Orgétorix et un de ses fils fut capturé. »
— Commentaires sur la Guerre des Gaules, I, 26.
Autre exemple d’accord du verbe avec le sujet le plus proche :
« Gallos […] a Belgis Matrona et Sequana dividit. »
— Jules César, Commentaires sur la Guerre des Gaules, I, 1.

« La Marne et la Seine sépare les Gaulois des Belges. »
— Commentaires sur la Guerre des Gaules, I, 1.

Dans son étude sur la construction des accords depuis le latin vers le français, le professeur Bernard Colombat conclut : « Contre toute attente, les anciens étaient plus sensibles que nous au respect du sexe et à la discordance des genres. Dans la société romaine, pourtant éminemment phallocratique, l’accord au masculin d’un adjectif apposé à deux noms, l’un masculin et l’autre féminin, n’est pas considéré comme normal ». À l’opposé de cette analyse contemporaine, la grammaire latine du grammairien flamand Jean Despautère, souvent rééditée, traduite et adaptée du XVIe siècle au XVIIIe siècle, affirme le principe de la primauté du masculin en latin : 

« Masculeum genus, le masculin genre, præstat reliquis generibus, est plus digne que les deux autres. »

— Jean Despautère, Commentarii grammatici
Dans son commentaire de 1560, Jean Pellisson (d) , pédagogue et grammairien, écrit :

« Mascúleum réliquis præstat : neutro mulíebre. […] l’adjectif, relatif, et verbe mis avec plusieurs substantifs de divers genres, nombres et personnes s’accorderont avec le plus noble, or entre les genres, le masculin est le plus noble de tous, et apres luy le feminin. »

— Jean Pellisson, Contextus universæ grammatices Despauterianæ
De même, dans son commentaire de 1619, le chanoine Esprit Aubert (d)  commente :

« nobilius autem est masculinum fæminino & neutro, fæmininum neutro tantùm : Par laquelle deux, ou plusieurs substantifs de divers genre, accouplez par la conjunction, ou la preposition cum, demandent que l’adjectif suivant soit mis au plurier, et responde au plus noble d’iceux. Or le masculin est le plus noble de tous, et le feminin plus noble que le neutre. »

— Esprit Aubert, Institutionum linguæ latinæ cum græca comparatæ

## Langues romanes
Les autres langues romanes, comme l’espagnol et le portugais, connaissent toujours l’accord de proximité.
En italien contemporain, les grammairiens observent une majorité d’accords au masculin. Certains l’expliquent avec une valeur de genre « commun » ou « neutre » attribuée au masculin.
« Maria ha capelli e ciglia biondi. »
« Marie a des cheveux et des cils blonds. »
Cependant, on observe aussi des cas d’accords de proximité, qui sont soumis à quelques restrictions : le mot féminin doit être au pluriel et se référer à une entité inanimée. Comme ceci :
« I minerali e le sostanze ferrose. »
« Les minéraux et les substances ferreuses. »
Ce qui fait qu'une phrase comme :
« Gli infermieri e la caporeparto nuove saranno subito disponibili. »
« Les infirmiers et la directrice de service nouvelles seront disponibles tout de suite. »
est jugée comme inacceptable. L’accord de proximité peut être déconseillé s’il crée des ambiguïtés, comme dans la phrase :
« Il mobile e le sedie rosse. »
« Le meuble et les chaises rouges. »
où on peut se demander si le meuble est rouge ou non.

## En français

### Coexistence des accords jusqu’à la Renaissance
L’accord de proximité se rencontre fréquemment jusqu’à la Renaissance, en particulier pour les noms communs abstraits, mais beaucoup plus rarement en ce qui concerne les noms communs désignant des personnes, comme en latin. Il est employé concurremment avec l’accord selon le sens, qualifié de syllepse grammaticale. Éliane Viennot donne un exemple de cet accord selon le sens dans une lettre de Madame de Sévigné : « Il a tout refusé, mais la noblesse de Rennes et de Vitré l’ont élu malgré lui, pour être à leur tête, au nombre de six cents et plus ». Elle ajoute : « cet accord selon le sens est toujours pratiqué, comme la plupart d’entre nous le savent (et non le sait) ».
En ancien français et en moyen français, il est permis d’accorder l’adjectif en genre et en nombre avec le dernier nom et cet usage est dominant au moins pour l’accord de l’épithète. Le linguiste et grammairien français Georges Gougenheim signale en effet que « Les règles assez factices de la prédominance du masculin dans les adjectifs qualifiant plusieurs noms n’existent pas encore au XVIe siècle. L’adjectif s’accorde avec le nom le plus rapproché : Portant à leur palais “bras et mains innocentes” »,.
Lorsque plusieurs sujets au singulier entrainent un verbe à la troisième personne, le verbe s’accorde le plus souvent au singulier, avec le sujet le plus proche.
« Malvestiez, honte ne peresce
ne chiet pas, car ele ne puet. »
— Chrétien de Troyes, Perceval ou le Conte du Graal (v. 412-413)

« La méchanceté, la honte et la paresse
ne déchoit pas, c’est impossible »
— Perceval ou le Conte du Graal (v. 412-413)
Quand un verbe a plusieurs sujets dont le plus proche est au singulier, il peut se mettre au singulier : « un gentil homme, dont l’amour, la fermeté et la patience est si louable » (Marguerite de Navarre, L’Heptaméron).
Dans l’exemple qui suit, le verbe s’accorde au singulier, et le participe passé au féminin, avec le premier sujet, Justice : « Au ciel est revollée et Justice et Raison » (Ronsard, Discours des misères de ce temps).
Pour les noms communs désignant des personnes l’accord au masculin est néanmoins le plus fréquent. Ainsi, au chapitre 50 de Gargantua de Rabelais, l’accord au masculin pluriel prévaut : « Item, parce que tant hommes que femmes une fois reçus en religion après l’an de probation étaient forcés et astreints y demeurer perpétuellement leur vie durant, fut établi que tant hommes que femmes là reçus, sortiraient quand bon leurs semblerait franchement et entièrement ».
Analysant le corpus en moyen français de l’ATILF (textes de 1330 à 1500) et la fréquence des accords de proximité, Marie-Louise Moreau conclut que l’accord au masculin est majoritaire dans le corpus analysé, avec toutefois une différence selon que le receveur de l’accord fait partie du groupe nominal ou qu’il est employé avec le verbe être : « Le masculin est majoritaire dans les deux cas, à hauteur de 54,7 % à l’intérieur du groupe nominal, contre 76,3 % dans les emplois avec être ». La méthodologie de cette étude a été contestée par les linguistes Anne Abeillé, Aixiu An et Yingqin Hu, qui, fondant une nouvelle étude sur un corpus plus large et une analyse distinguant les accords de proximité au masculin des résolutions au masculin, concluent ainsi : « Nos résultats montrent un tableau plus nuancé : l’accord de proximité (au féminin) était majoritaire avant le nom en moyen français ; il le reste pour le déterminant, tandis que pour l’épithète prénominale, il diminue au profit des formes syncrétiques, et qu’il disparaît pour l’attribut en français contemporain. »
Au XVIIe siècle encore, l’adjectif épithète, lorsqu’il se rapporte à plusieurs noms, peut s’accorder avec le plus proche. On en trouve de nombreux exemples chez Racine, qui emploie concurremment l’accord de proximité et l’accord au masculin :
Surtout j’ai cru devoir aux larmes, aux prières

Consacrer ces trois jours et ces trois nuits entières
— Jean Racine, Athalie
Ou encore, dans la même pièce, « Armez-vous d’un courage et d’une foi nouvelle ». De même il est encore courant qu’un verbe avec plusieurs sujets s’accorde avec le plus rapproché : « Sa bonté, son pouvoir, sa justice est immense » (Corneille, Polyeucte).

### XVIIeetXVIIIesiècles: la règle de primauté du masculin est argumentée
Pour la linguiste Lucy Michel, c’est au XVIIe et XVIIIe siècles qu’apparait la formulation de la règle de primauté du masculin, corrélée à « une certaine conception de la domination masculine, présentée comme essentielle, naturelle et indiscutable ». Elle caractérise ainsi l’évolution des accords, notamment l’accord en genre : « L’accord de proximité, intra-linguistique, cède le pas à un accord par défaut au masculin, fondé sur l’idée non-linguistique que la matrice de l’humain est le mâle ».
Le Bon Usage relève que l’accord au plus proche était plus spécialement pratiqué jusqu’au XVIIe siècle, le grammairien et membre de l’Académie Vaugelas le préférait tandis que le poète français Malherbe préférait accorder avec l’ensemble des noms.
Pour l’historienne de la littérature Éliane Viennot, Malherbe, commentant son contemporain Desportes, serait le premier à avoir critiqué l’emploi d’accords de proximité en français. Commentant ce vers de Desportes, « Pour rendre mon désir et ma peine éternelle », il estime que éternelle ne se rapporte qu’à peine. Pour ces trois vers de Desportes :
Filets d’or, chers liens de mes affections,

Et vous, beautés du ciel, grâces, perfections,

Hélas pour tout jamais me serez-vous cachées ?
— Philippe Desportes, Cleonice. Dernieres Amours
Malherbe écrit : « Il fallait cachés, vu que cela se réfère άπό κοινού [« en commun »] à filets d’or, clairs miroirs de mon âme, etc. »,.
Vaugelas ne s’y montre pas complètement opposé :

« Ni la douceur ni la force n’y peut rien. Tous deux sont bons, n’y peut rien, et n’y peuvent rien, parce que le verbe se peut rapporter à l’un des deux, séparé de l’autre, ou à tous les deux ensemble. J’aimerais mieux néanmoins le mettre au pluriel qu’au singulier. »

— Vaugelas, Remarques sur la langue françoise
Dans ce même ouvrage, commentant une phrase que Malherbe présente comme un écueil à éviter (« Ce peuple a le cœur et la bouche ouverte à vos louanges »), Vaugelas invoque la noblesse du masculin pour justifier qu’il l’emporte sur le féminin, en référence à la « grammaire latine », même si à cette occasion il admet une exception car cela heurte trop l’usage de son temps :

« Il faudrait dire, ouverts, selon la grammaire latine, qui en use ainsi, pour une raison qui semble être commune à toutes les langues, que le genre masculin étant le plus noble, [il] doit prédominer toutes les fois que le masculin et le féminin se trouvent ensemble, mais l’oreille a de la peine à s’y accommoder, parce qu’elle n’a point accoutumé de l’ouïr dire de cette façon, et rien ne plait à l’oreille, pour ce qui est de la phrase et de la diction, que ce qu’elle a accoutumé d’ouïr. Je voudrais donc dire, ouverte, qui est beaucoup plus doux, tant à cause que cet adjectif se trouve joint au même genre avec le substantif qui le touche, que parce qu’ordinairement on parle ainsi, qui est la raison décisive, et que par conséquent l’oreille y est toute accoutumée. »

— Vaugelas, Remarques sur la langue françoise
Mais sans exception plus loin dans l’ouvrage :

« Trois substantifs, dont le premier est masculin, et les autres deux, féminins, quel genre ils demandent ? Parce que le genre masculin est le plus noble, il prévaut tout seul contre deux féminins, même quand ils sont plus proche du régime. »

— Vaugelas, Remarques sur la langue françoise
La référence à la « grammaire latine », selon le grammairien Bernard Colombat, « s’applique moins à la réalité de la situation en latin classique qu’à la (re)construction qu’en ont faite les grammairiens humanistes ».
Marie-Louise Moreau résume la position de Vaugelas en disant qu’il distingue deux règles, selon que le receveur d’accord est épithète ou employé avec être : « Dans le premier cas, Vaugelas penche pour l’accord
de proximité, dans le second, pour l’accord au masculin ». Il est suivi en ce sens par les grammairiens Laurent Chifflet (1680), Claude Buffier (1709), Thomas Corneille (1738) et par l’Académie française (1704), qui elle-même emploie un accord de proximité pour un adjectif épithète dans ses Statuts et règlements de 1635 :

« La principale fonction de l’Académie sera de travailler avec tout le soin et la diligence possible [et non possibles] à donner des règles certaines à notre langue »

— Statuts et règlements de l’Académie française, cité dans Histoire de l’Académie française

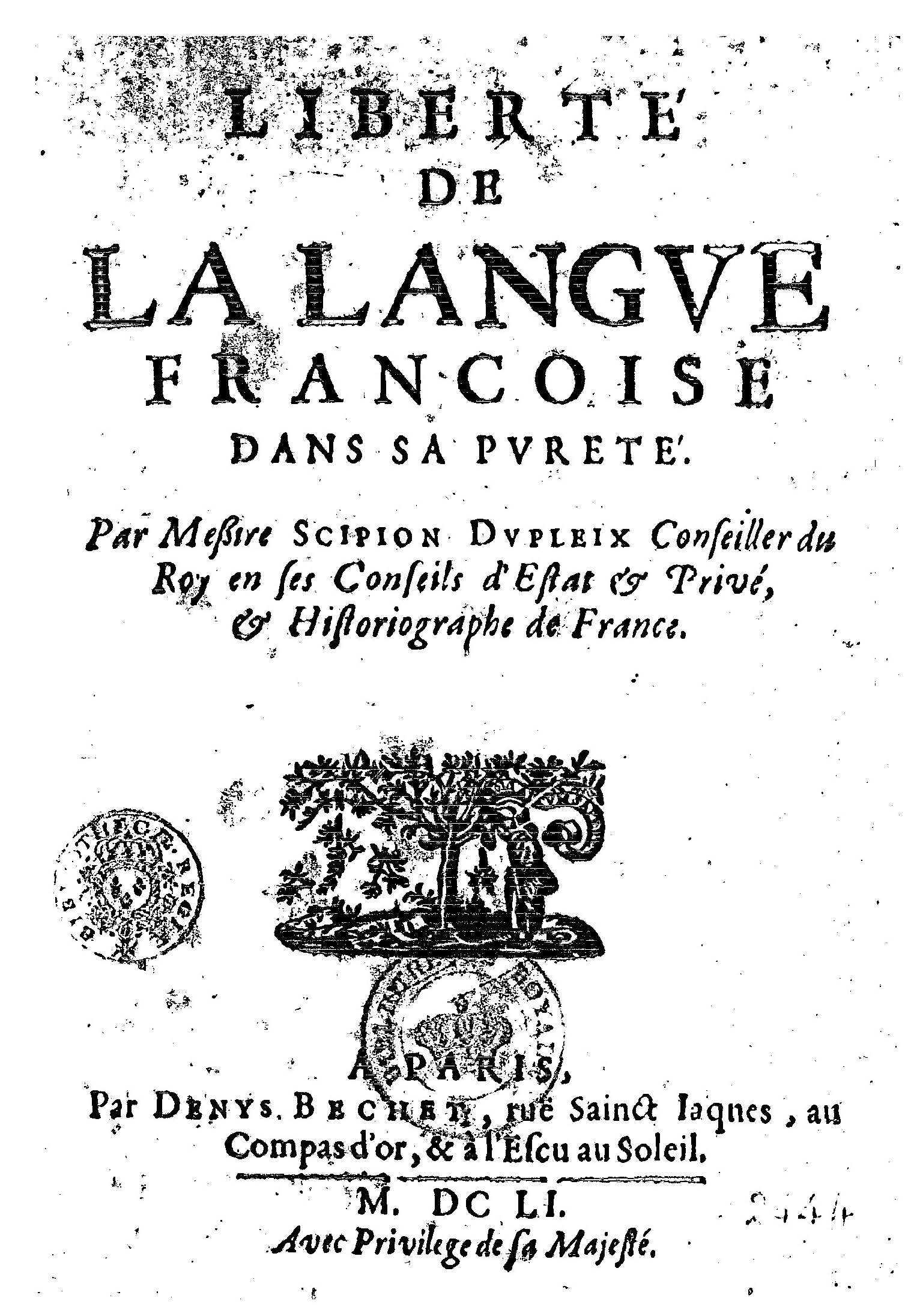
Liberté de la langue Françoise dans sa Pureté, ouvrage de Scipion Dupleix paru en 1651.

Le grammairien Scipion Dupleix, quelques années après Vaugelas (en 1651), est plus catégorique dans son ouvrage intitulé Liberté de la langue Françoise dans sa Pureté :

« Parce que le genre masculin est le plus noble, il prévaut tout seul contre deux ou plusieurs féminins, quoi qu’ils soient plus proches de leur adjectif. »

— Scipion Dupleix, Liberté de la langue Françoise dans sa Pureté
On note à cette époque des hésitations chez certains auteurs dans l’application ou non de l’accord de proximité. Ainsi, dans les vers suivants (v. 931-932) de La Mort de Pompée (1643) de Corneille :
Sans que ni vos respects, ni votre repentir,

Ni votre dignité vous en pût garantir.
Le groupe « vous en pût » » est corrigé à partir de 1660 en « vous pussent ». Dans Les Caractères de La Bruyère, on peut lire dans la quatrième édition de 1689 au chapitre « De la mode » : « l’on condamne celle qui fait de la tête des femmes la base d’un édifice à plusieurs étages, dont l’ordre et la structure change selon leurs caprices ». L’auteur corrige le verbe change à partir de la septième édition (1692) pour lui préférer le pluriel changent.
Concernant les arguments avancés en soutien à la règle, outre Vaugelas cité ci-avant, plusieurs grammairien invoquent la « noblesse » comme motif de supériorité. C’est le cas chez l’abbé Bouhours en 1675 : « quand les deux genres se rencontrent, il faut que le plus noble l’emporte ».
Bouhours fait explicitement référence à Vaugelas dans un autre de ses ouvrages :

« Un de nos plus célèbres écrivains dit dans un de ses meilleurs livres :

« C’est un sentiment et une vue qui n’est pas moins forte que tous les raisonnements. »
— “Éducat. d’un Prince. p. 121”
Un autre, qui n’a pas moins de réputation, dit :

« Les yeux et les oreilles furent tellement saisies. »

« Ces pères et ces mères qui font profession d’être chrétiennes. »
— “Hist. du V. et du N.Test. p. 91. p. 40”
Je trouverais ces constructions admirables, si je pouvais les accorder avec ce que dit M. de Vaugelas ; que deux substantifs de différent genre demandent le pluriel au verbe qui les suit ; et que dès qu’on emploie le pluriel au verbe, il le faut employer aussi à l’adjectif qui prend le genre masculin comme le plus noble, quoiqu’il soit plus proche du féminin. »

— Dominique Bouhours, Doutes sur la langue françoise
Chez Nicolas Beauzée en 1767, cette affirmation est rendue plus explicite : « Le genre masculin est réputé plus noble que le féminin, à cause de la supériorité du mâle sur la femelle ; le masculin et le féminin sont plus nobles que le neutre, à cause de la supériorité des êtres animés sur ceux qui ne le sont pas ». Ce recours au principe de la « plus grande noblesse » se retrouve dans les Principes généraux et raisonnés de la grammaire françoise de Pierre Restaut, dans la Grammaire françoise simplifiée de François-Urbain Domergue et dans la Grammaire générale des grammaires françaises de Napoléon Landais. Noël-François De Wailly expose toutefois la règle sans référence à la « noblesse ». De même pour la Grammaire françoise raisonée (1721) du pédagogue et grammairien Monsieur de Vallange, le masculin l’emporte car il est plus « fort »,.
Le linguiste et grammairien André Chervel note que l’argument de la plus grande noblesse a aussi été invoqué par des grammairiens aux XVIIe et XVIIIe siècles (Claude Irson, Laurent Chifflet, Jean de Vayrac, Denis Gaullyer) pour expliquer une supériorité de la première personne (je) sur la deuxième (tu), puisque les deux combinées forment la première personne du pluriel (nous). On trouve cette règle à l’article « François » (français) de l’Encyclopédie ou Dictionnaire raisonné des sciences, des arts et des métiers :

« Si l’un des nominatifs est d’une plus noble personne que l’autre, le verbe s’accordera avec lui en personne. La première, je, ou nous, est la plus noble des trois : la seconde va après. Votre frère et vous n’êtes pas trop sages.
De même, si l’un des deux substantifs est d’un plus noble genre que l’autre, c’est-à-dire, s’il est du masculin, et l’autre du féminin, l’adjectif pluriel qui accompagne le verbe, sera aussi du masculin, comme : le tonnerre et la pluie étaient fort violents.
Mais après deux substantifs de genre différent, l’adjectif singulier s’accorde avec le dernier, comme j’ai le cœur et la bouche ouverte à vos louanges. »

— Article « François », Encyclopédie ou Dictionnaire raisonné des sciences, des arts et des métiers
André Chervel cite aussi l’auteur Jean-Baptiste du Val, au début du XVIIe siècle, sur la relation entre le substantif et l’adjectif : « Quelques-uns ont dit que le substantif était le mâle, et l’adjectif la femelle, d’autant que celui-là est le plus noble, plus significatif et non sujet à autrui ». Mais Marc-Alexandre Caminade et Charles-Pierre Girault-Duvivier mettent en avant l’argument de l’antériorité : l’adjectif « se met au masculin comme à son genre primitif, tout nom susceptible des deux genres étant masculin avant d’être féminin ». Cet argument de l’antériorité se retrouve aussi dans le Dictionnaire raisonné des difficultés grammaticales et littéraires de la langue françoise de Jean-Charles Laveaux : « puisqu’il n’y a pas plus de raison pour faire l’adjectif masculin que pour le faire féminin, il est naturel qu’on lui laisse sa première forme, qui se trouve celle qu’il a plu d’appeler genre masculin ». Pour André Chervel, c’est l’avis de Condillac qui est décisif pour écarter l’argument de la « noblesse » :

« Une preuve que la noblesse du genre n’est point une raison, c’est que l’adjectif se met toujours au féminin, lorsque, de plusieurs substantifs, celui qui le précède immédiatement, est de ce genre. On dit : il a les pieds et la tête nue, et non pas nus : il parle avec un goût et une noblesse charmante, et non pas charmans. L’adjectif dégénère-t-il de sa noblesse, en prenant le genre féminin ? »

— Étienne Bonnot de Condillac, Cours d’études pour l’instruction du prince de Parme
Mais Louis-Nicolas Bescherelle rappelle encore dans l’édition de 1850 de sa Grammaire nationale :

« Dans ces exemples, souvent cités, le féminin est à sa place ; l’ironie explique tout. Le but des auteurs est d’exprimer un ridicule ; or, la masculinité annonce toujours une idée grande et noble ; elle eût été déplacée ici sous la plume satirique de nos grands écrivains. Le féminin est donc venu là, parce que le masculin n’y pouvait être. Les exemples d’expressions féminines, dans l’ironie, sont très nombreux. En effet, veut-on peindre d’un seul trait un guerrier qui manque de courage, on l’appelle ironiquement une femme ! Celte ironie est de la dernière injustice, il est vrai, mais enfin elle explique les peuples qui s’en servent et les langues qui l’emploient. En France, l’ironie est féminine, parce que le masculin est toujours noble dans son emploi. Du reste, l’ancienne grammaire avait admis cette vérité, en lui donnant cette forme si connue : Le masculin est plus noble que le féminin. »

— Louis-Nicolas Bescherelle, Grammaire nationale

### XVIIIeetXIXesiècles: la règle de primauté du masculin est assertée
Pour Lucy Michel, à la fin du XVIIIe siècle et au XIXe siècle, les arguments utilisés pour justifier la primauté du masculin disparaissent des grammaires au profit d’une assertion gnomique : « La naturalisation, en s’effaçant comme processus et en ne laissant apparaitre que le résultat final, est donc amenée à son terme ». Elle souligne qu’à partir de cette époque, la règle est énoncée comme un fait incontestable, sans explication liée à une supériorité ou une antériorité du masculin :  « à la fin, il ne reste plus que la loi, l’argument d’autorité qui pose l’incontestabilité du phénomène linguistique ».
À la fin du XVIIIe siècle, l’accord de proximité n’a pas toutefois totalement disparu, comme le montre la Déclaration des droits de l’homme et du citoyen de 1789, qui pratique encore un accord de proximité dans son article VI :

« Tous les Citoyens étant égaux à ses yeux, sont également admissibles à toutes dignités, places et emplois publics, selon leur capacité, et sans autre distinction que celle de leurs vertus et de leurs talens. »

— Déclaration des droits de l’homme et du citoyen
Un autre exemple d’emploi, plus tardif encore, de cet accord est rapporté par le général Gaspard Gourgaud. Il rapporte une conversation qu’il a eu le 6 février 1817 à Sainte-Hélène avec Napoléon Ier sur la grammaire du français, où ce dernier défend que « lorsque deux substantifs s’accordent avec un adjectif, celui-ci prend le genre du dernier ». Napoléon défend aussi la construction « Je la suis » (accord en genre du pronom personnel le employé en pronom attribut du sujet) employée par Madame de Sévigné,.
Chez les grammairiens, au XIXe siècle, la règle générale de l’accord sur le masculin reste énoncée avec des exceptions et des réserves. Ainsi, si dans sa Grammaire des grammaires, Charles-Pierre Girault-Duvivier énonce que « L’Adjectif se rapportant à deux ou plusieurs Substantifs distincts et du nombre singulier, se met au pluriel, et prend le genre masculin, si […] les Substantifs sont de genres différents », il défend encore partiellement l’accord de proximité. Citant François-Urbain Domergue, « Auguste gouverna Rome avec un tempérament, une douceur soutenue », il explique que si les substantifs sont synonymes, on accorde l’adjectif avec le dernier. Il explique en effet :

« Lorsque dans plusieurs substantifs l’esprit ne considère que le dernier, soit parce qu’il explique ceux qui précèdent, soit parce qu’il est plus énergique, soit parce qu’il est d’un tel intérêt qu’il fait oublier les autres, l’adjectif placé après ces substantifs s’accorde avec le dernier »

— Charles-Pierre Girault-Duvivier, Grammaire des grammaires
Et pour Louis-Nicolas Bescherelle, si « quand il y a plusieurs substantifs de différents genres, l’adjectif se met au masculin pluriel », il nuance toutefois :

« Observation. — L’euphonie exige que l’on énonce quelquefois le substantif masculin avant le féminin, quand l’adjectif n’a pas la même terminaison pour les deux genres.
Ainsi, l’on dira : Cet acteur joue avec une noblesse et un goût parfaits, plutôt que : avec un goût et une noblesse parfaits, parce que, dans cette dernière construction, la rencontre du substantif féminin noblesse et de l’adjectif masculin parfaits est à la fois dure et désagréable. »

— Louis-Nicolas Bescherelle, Grammaire nationale
Le grammairien suisse Cyprien Ayer expose pour sa part, dans sa Grammaire comparée de la langue française, parue en 1876 : « Quand l’adjectif se rapporte à plusieurs noms, il faut distinguer l’accord du nombre et l’accord du genre ». Pour l’accord en nombre, il en précise les circonstances :

« L’adjectif se met au singulier c’est-à-dire qu’il s’accorde avec le dernier substantif singulier, lorsqu’il se rapporte exclusivement à ce dernier, ou qu’il y a synonymie, gradation, comparaison, exclusion, etc. : Le bon goût des Egyptiens leur fit aimer la solidité et la régularité tout nue (Boss.). L’aigle fend l’air avec une vitesse, une rapidité prodigieuse (Buf.). Mais le fer, le bandeau, la flamme est toute prête (Rac.) […]
Accord du genre. Si l’adjectif se rapportant à plusieurs noms de genres différents est au pluriel, il prend toujours le genre masculin ; mais quand les terminaisons des deux genres de l’adjectif sont sensiblement différentes, on doit avoir soin de mettre le substantif masc. le dernier pour éviter le rapprochement d’un nom fém. avec une finale masc. […]
On trouve cependant le féminin, quand le nom le plus voisin est de ce genre. Ainsi La Fontaine a dit : Nos destins et nos mœurs différentes. »

— Cyprien Ayer, Grammaire comparée de la langue française
En ce qui concerne les grammaires scolaires du XIXe et du XXe siècle, si l’historien André Chervel ne trouve pas de mention du terme « proximité », il note que le terme « voisin » ou même parfois « accord de voisinage » a pu être utilisé. Plus souvent, on y invite simplement l’élève à pratiquer « l’accord avec le dernier substantif » « lorsque les substantifs sont synonymes » comme dans la Grammaire mnémonique d’Albert de Montry (d)  de 1836 (« même observation chez Bonneau (d)  et Lucan (1838), Larousse (1880), Larive et Fleury (d)  (1902) ou Souché (d)  et Lamaison (d)  (1955) »). L’exception de la gradation est aussi mentionnée, comme dans le Memento théorique du certificat d’études primaires de Jean-Marie Coudert et Arsène-Félix Cuir de 1887,.
L’accord de l’adjectif avec des noms de choses est aussi cité comme une exception, avec pour appui le vers de Racine « Armez-vous d’un courage et d’une foi nouvelle », dans la Grammaire de la langue française d’Israël-Michel Rabbinowicz, parue en 1886, ou dans la Grammaire française d’Oscar Bloch et René Georgin de 1936,. Pour Auguste Brachet et Jean Dussouchet (d) , dans leur Grammaire française complète à l’usage de l’enseignement secondaire et de l’enseignement primaire supérieur, parue en 1888, l’accord de proximité est mentionné au titre d’un rappel historique : « dans notre ancienne langue ces règles d’accord n’étaient pas suivies ; d’ordinaire le verbe s’accordait seulement avec le nom le plus rapproché ». André Chervel cite aussi la Grammaire française à l’usage des athénées, des collèges et des écoles moyennes de Bernard Van Hollebeke et Oscar Merten (d) , parue en 1923, qui recommande encore la construction « Grande fut ma surprise et mon étonnement ».
Pour la formule « le masculin l’emporte sur le féminin », « l’une des plus célèbres de la grammaire française », André Chervel remarque son absence « de la plupart des ouvrages de grammaire françaises », quoiqu’il cite une formule proche dans un manuel pour le cours préparatoire de 1887 : « Le masculin a la priorité sur le féminin : “Le père et la mère sont contents” ». Mais il souligne que « le petit nombre des occurrences de la formule dans l’imprimé contraste avec son incroyable célébrité ». Elle figure, illustrée par Raylambert, dans un manuel de 1951.

### Des propositions de retour
Au XXe siècle, le grammairien Maurice Grévisse relève que l’accord au plus proche est utilisé par des hommes et femmes de lettres reconnues telles que André Gide, Marcel Camus, Benoite Groult et Louky Bersianik, et que cet accord ne peut donc pas être considéré comme incorrect.
Au XXIe siècle, des propositions de retour à l’accord de proximité pour l’accord du genre sont avancées.
Dénonçant la « réforme sexiste de la langue » ayant conduit à l’abandon de l’accord de proximité, plusieurs associations dont la Ligue de l’enseignement et Femmes solidaires lancent en 2011 une pétition et demandent à l’Académie française de réformer l’accord de l’adjectif en faveur de l’emploi de l’accord de proximité dans l’accord du genre. Une tribune en novembre 2017, signée par « 314 membres du corps professoral de tous niveaux et tous publics », et relayée par une pétition grand public, préconisent l’accord de proximité et l’accord au choix.
D’autres institutions proposent une alternative : l’Office québécois de la langue française distingue l’« accord de proximité » au sens de cet article (accord qui n’est plus la « règle habituelle ») et une « règle de proximité » selon laquelle on doit préférer « l’étudiante et l’étudiant inscrits » à « l’étudiant et l’étudiante inscrits » : l’adjectif étant au masculin, le nom masculin doit être plus près pour des raisons stylistiques. L’Office ne recommande pas l’usage du féminin grammatical comme outil de promotion dans ce contexte.
Pour André Chervel, avant tout la question des accords ne peut être séparée du rôle majeur du masculin dans l’économie générale du système de la langue, ensuite il constate que les grammaires anciennes se sont peu intéressées à la question de l’accord de l’adjectif quand il se rapporte à la fois à un nom masculin et à un nom féminin (pour le XVIIe siècle, dix-neuf ouvrages seulement le mentionnent, sur soixante-deux qu’il a consultés). Enfin, il souligne que de multiples grammaires du XIXe et du XXe siècle continuent à mentionner l’accord de proximité, ne serait-ce que sous la forme de la recommandation de ne pas placer le substantif féminin à côté de l’adjectif appliquant la règle du masculin pluriel, illustrant ainsi la survivance de cet accord jusqu’à notre époque et que cette quasi-survivance démontre, selon lui, qu’il n’y a pas eu « une masculinisation délibérée du français à l’époque classique » visant à le faire disparaitre, qui est la thèse défendue par Éliane Viennot. Toutefois, il affirme, en même temps, que rétablir l’usage de cet accord reviendrait à « s’en prendre tôt ou tard à la structure même de la langue ».
Pour la linguiste Lucy Michel, la croyance en la prédominance intrinsèque du masculin est un effort de « déhistoricisation et de décontextualisation de la langue, qui est posée comme dénuée de tout lien avec le monde extra-linguistique, et plus simplement, avec la société ».
Pour Antoine Gautier, chercheur sur la syntaxe et la linguistique française, le problème réside surtout dans la formulation malheureuse de la règle du « masculin qui l’emporte sur le féminin ». Ainsi, après « le masculin est plus noble que le féminin » (Louis-Nicolas Bescherelle, 1850), puis « le masculin l’emporte sur le féminin » (Berthou, Gremaux et Vœgelé, 1951), les linguistes Anne Dister et Marie-Louise Moreau recommandent d’utiliser plutôt la formule « l’accord se fait au masculin ».
Les linguistes Anne Abeillé, Aixiu An, et Aoi Shiraïshi notent que, malgré la règle enseignée par la plupart des livres de grammaire, l’accord de proximité reste bien accepté en français contemporain, et qu’il est même l’accord le plus fréquemment employé pour l’adjectif prénominal (exemple : « le préfet […] est pratiquement sans moyen à l’égard des salaires privés et des budgets de certaines collectivités et organismes publics »). Leurs analyses quantitatives sur Frantext contemporain (73 millions de mots) et FrWaC (1,6 milliard de mots) montrent que dans cette position prénominale, il est le seul accord acceptable et elles considèrent qu’il devrait être enseigné comme tel.  Anne Abeillé, Aixiu An et Yingqin Hu montrent aussi que dans la base Frantext depuis 1550, l'accord de proximité a toujours été la règle pour le déterminant et l'adjectif prénominal. Il a décliné à 50 % à partir du XIXe siècle pour l'adjectif épithète postnominal (« les us et coutumes familiales » : Yourcenar, 1974) ; « les jours et semaines suivantes » : Roubaud, 2000), et devient marginal pour l'adjectif attribut : « nos tempéraments et nos sociétés sont différentes » (Péguy, 1910) ; « tout décor et  toute conjoncture sont bonnes à l’ingéniosité » (Cassou, 1960), « Telle serait ma réponse et mon destin » (Nimier, 1950). Elles notent aussi qu'il a été très rarement utilisé pour les noms humains.
La Grande Grammaire du français note qu'à côté de l'accord au masculin, l'accord avec le féminin le plus proche est « acceptable pour certains locuteurs » (certaines régions et départements). Elle note aussi que le masculin dans ce cas est impossible (*certains régions et départements).